# Svéradice
Svéradice là một làng thuộc huyện Klatovy, vùng Plzeňský, Cộng hòa Séc.